# Charles Petty-Fitzmaurice, 7. Marquess of Lansdowne
Charles Hope Petty-FitzMaurice, 7. Marquess of Lansdowne (* 9. Januar 1917; ⚔ 20. August 1944) war ein britischer Adliger.

## Leben und Karriere
Er war der zweite Sohn des Henry Petty-Fitzmaurice, 6. Marquess of Lansdowne.
Er absolvierte seine Ausbildung am Eton College und am Balliol College der Universität Oxford. Nach dem Tod seines Vaters erbte er 1936 dessen Titel Marquess of Lansdowne und zahlreiche weitere nachgeordnete Titel, darunter den eines „Baron of Kerry“. Die mit dem Marquess-Titel verbundene Mitgliedschaft im House of Lords konnte er erst mit Erreichen des 21. Lebensjahrs 1938 antreten. Sein Studium schloss er 1938 mit dem Bachelor of Arts (B.A.) ab.
Nach Abschluss seines Studiums trat er dem Royal-Wiltshire-Yeomanry-Regiment bei, in deren Reihen er am Zweiten Weltkrieg teilnahm und es bis zum Captain brachte. Er fiel am 20. August 1944 im Alter von 27 Jahren als Soldat in Italien bei der Explosion seines Panzers.
Lord Lansdowne war nicht verheiratet und hatte keine Kinder. Seine Titel gingen auf seinen Cousin George Petty-Fitzmaurice, 8. Marquess of Lansdowne über. Der schottische Titel Lord Nairne ist jedoch auch in der weiblichen Linie vererblich und fiel daher an seine Schwester Katherine.